# اوسرکاف
اوسرکاف یا وسرکاف بنیان‌گذار دودمان پنجم در مصر باستان است. او همچنین نخستین فرعونی است که رسم ساختن معابد خورشید در ابو صیر را به جا آورد. معنای نام او «کایش (کای او) نیرومند است» می‌باشد. او میان سال‌های ۲۴۸۷–۲۴۹۴ پ.م. فرمانروایی کرد و هرم خود را در سقاره ساخت.

## خانواده
همسر اوسرکاف نفرحتپس بود که مادر ساحورع نیز می‌شود. این احتمال وجود دارد که شهبانو خنت‌کاوس یکم مادر اوسرکاف بوده باشد. باور عده‌ای از مصرشناسان بر این است که او پدر دو فرعون بوده: ساحورع و نفریرکارع کاکای. نگره دیگری می‌گوید که او پدربزرگ نفریرکارع بوده. این در حالی است که نگره دیگری هر سه فرعون آغازین دودمان پنجم را برادر و از یک مادر به نام رع‌جدت می‌داند.

## یادداشت
1. ↑  Proposed dates for Userkaf's reign: 2560–2553 BC,[۱] 2513–2506 BC,[۲][۳][۴] 2504–2496 BC,[۵] 2498–2491 BC,[۶] 2494–2487 BC[۷][۸][۹] 2479–2471 BC,[۱۰] 2466–2458 BC[۱۱] 2465–2458 BC,[۱۲][۱۳][۱۴][۱۵][۱۶] 2454–2447 BC,[۱۷] 2454–2446 BC,[۵] 2435–2429 BC,[۱۸][۱۹] 2392–2385 BC[۲۰]